# Giuseppe Donizetti
Pour les articles homonymes, voir Donizetti.
Giuseppe Donizetti ou Donizetti Pacha (né le 6 novembre 1788 à Bergame et mort le 12 février 1856 à Constantinople, l'actuelle Istanbul, en Turquie) est un musicien italien de la première moitié du XIXe siècle. Il est le frère du compositeur Gaetano Donizetti.

## Biographie
À partir de 1828, il devient Instructeur général de la musique impériale ottomane à la cour du sultan Mahmoud II.
Surnommé Donizetti Paşa, Giuseppe Donizetti joue un rôle important dans l'introduction de la musique européenne dans la musique militaire ottomane. Il enseigne la musique aux membres de la cour et du harem.
On pense qu'il a composé le premier hymne national ottoman. Il organise la saison d'opéra à Pera et des concerts à la cour. Il accueille de nombreux artistes qui visitent Constantinople, comme Franz Liszt, Parish Alvars et Leopold de Meyer.
Il est enterré dans la cathédrale du Saint-Esprit d'Istanbul.